# یوهانس فیشر
 یوهانس فیشر (انگلیسی: Johannes Fischer؛ زاده ۱۸۸۷) یک فیزیک‌دان اهل آلمان است.